# 이브라힘 (티무르 왕조)
이브라힘 (1459년 죽음) 은 티무르 왕조의 일원으로, 1457년부터 1458년까지 헤라트를 다스렸다. 그의 아버지 알라 알다울라는 티무르의 증손자다.
이브라힘은 바부르 이븐 바이순쿠르가 죽은 뒤에 헤라트에 왔다. 그때 바부르의 아들 샤 마흐무드가 아버지를 계승했는데, 당시 샤 마흐무드는 불과 11세였다. 따라서 그의 권력은 미약했고, 이브라힘은 바부르가 죽은지 몇 주 지나지 않아 샤 마흐무드를 쫓아내고 호라산의 지배자가 되었다.
하지만 1457년 7월, 트란스옥시아나를 지배하던 티무르 가문의 군주 아부 사이드가 호라산을 침공했다. 아부 사이드는 발흐를 점령하는데는 성공했지만, 헤라트를 점령하는데는 실패했다. 하지만 이브라힘의 위치는 여전히 위태로웠는데, 이때 흑양조의 자한 샤 역시 호라산을 침공했기 때문이다. 자한 샤는 고르간을 점령하고, 그 지역 외각에서 이브라힘을 격퇴했다. 이브라힘의 아버지 알라 알다울라는 헤라트로 와서 아들을 도왔으나 실패했고 부자는 도망쳤다. 1458년 6월 28일, 자한 샤는 헤라트에 입성했지만, 오래 머무르지 않고 퇴각했다. 하지만 이브라힘은 그의 영토를 회복하지 못 했는데, 이는 아부 사이드가 선수를 쳐서 헤라트에 입성했기 때문이다.
얼마 후 이브라힘과 알라 알다울라는 술탄 산자르 (티무르의 차남 우마르 셰이흐의 손자) 와 동맹을 맺어 아부 사이드에 대항했다. 1459년 3월, 두 세력은 사락흐스에서 격돌했고, 아부 사이드는 그들의 군대를 격퇴했다. 술탄 산자르가 아부 사이드에게 처형되는 동안 이브라힘 부자는 도망쳤다. 이브라힘은 몇 달 뒤 죽었고, 그의 아버지 역시 이듬 해에 죽었다.
| 전임 샤 마흐무드 | 티무르 왕조, 헤라트의 지배자 1459년 - 1469년 | 후임 아부 사이드 |